# Scheepswerven in Zwartsluis
In de Nederlandse plaats Zwartsluis ontwikkelden zich vooral in de 19e eeuw diverse scheepswerven. Hoewel de meeste werven inmiddels zijn verdwenen, zijn er enkele nog steeds actief.

## Voorgeschiedenis

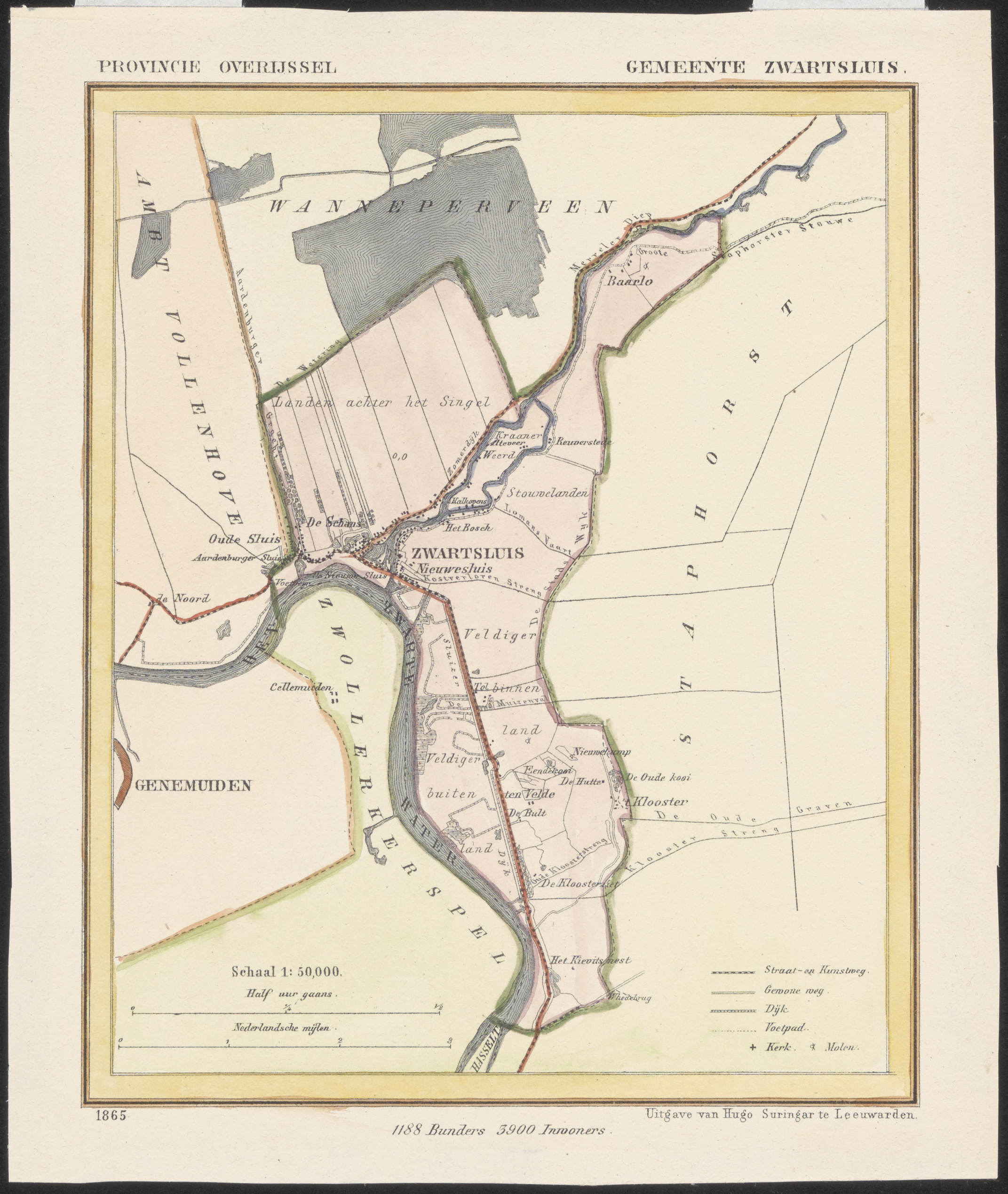
Zwartsluis, Gemeenteatlas, 1865

Grote Schutsluis van Zwartsluis

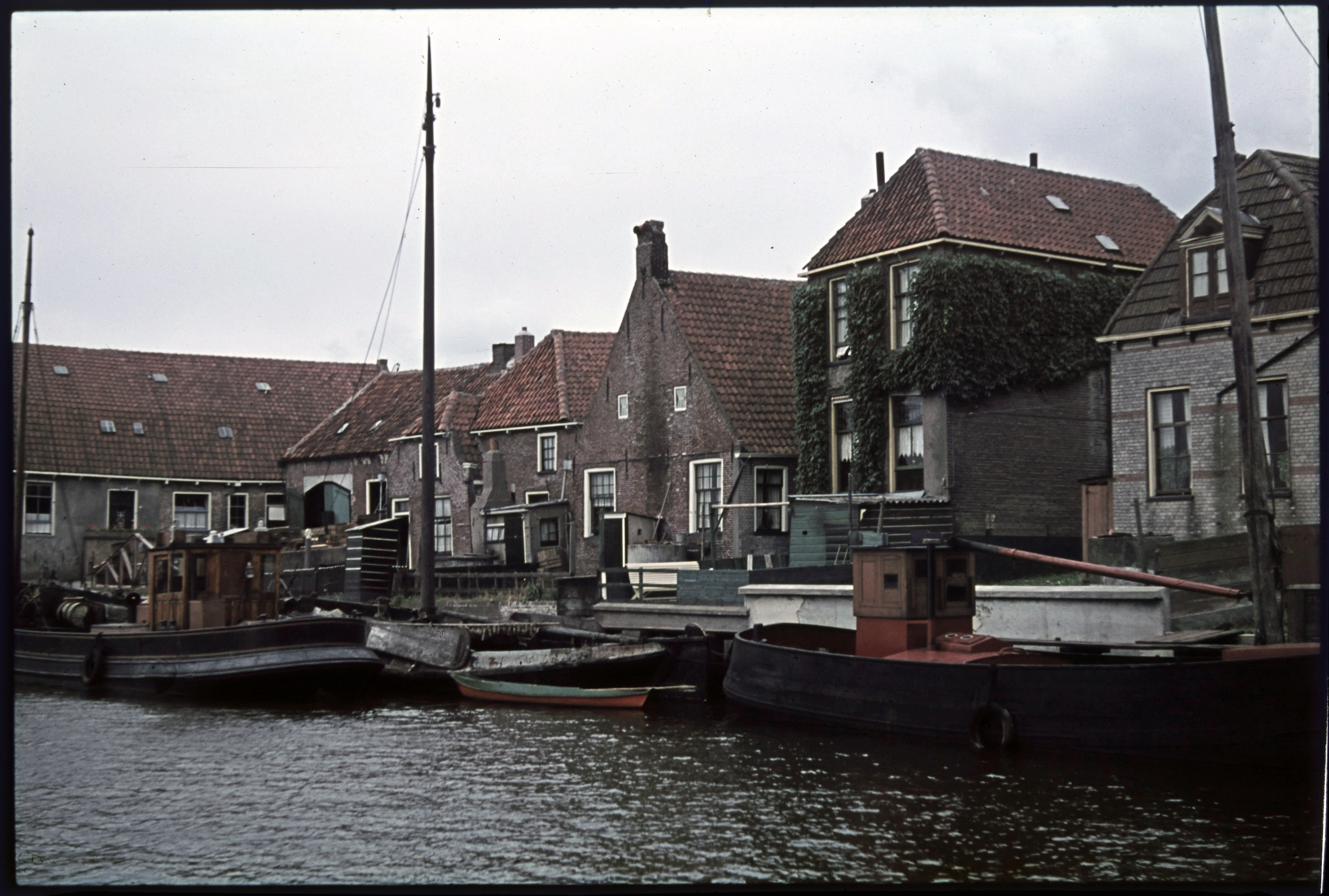
Haven van Zwartsluis, Siebe Jan Bouma, 1952

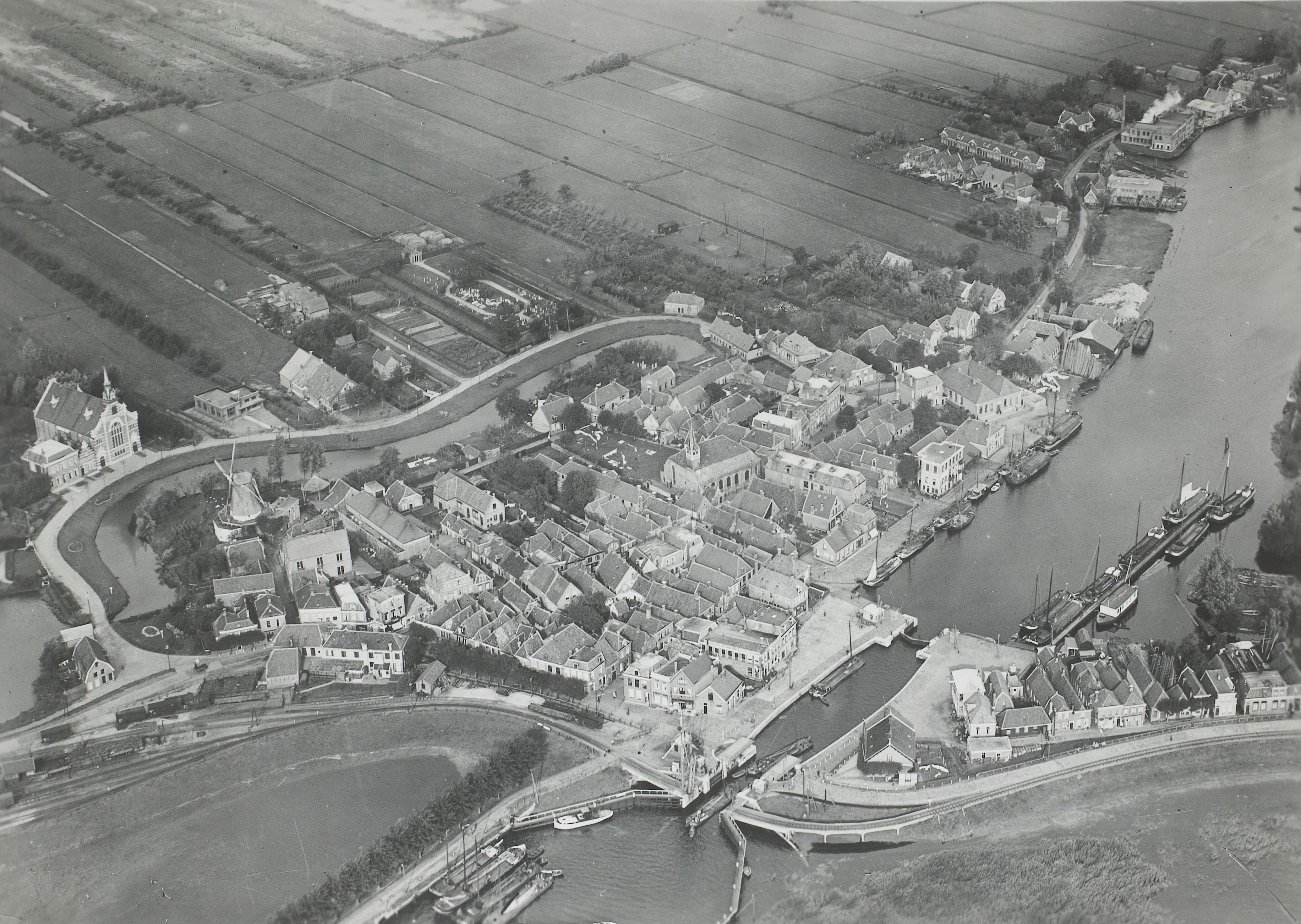
Luchtfoto van Kolksluis in Zwartsluis, voor 1930

Werf Van Goor en Spiekman

De gunstige ligging aan de monding van het Zwarte water en het Meppeler Diep waren bepalend voor de economische ontwikkeling van Zwartsluis. In 1398 werd de Swarte Sluys voor het eerst genoemd. De scheepvaart die zich hier ontwikkelde werd ook nog eens versterkt door een achterland met veel veen, eerst uit de kop van Overijssel, later uit Drenthe, dat vanaf de vijftiende eeuw tot diep in de negentiende eeuw werd afgegraven. Zwartsluis werd een belangrijke doorvoerhaven voor turf. De oever van het Meppelerdiep werd gebruikt bij de opslag en handel in turf.
Bij een stormramp in 1649 spoelde de Nye sluis weg en werd de Staphorsterschutsluis aangelegd. Daartoe werd een nieuwe monding voor het Meppelerdiep gegraven waarbij de eilandjes ontstonden. Het Sluziger turfverleden, met handel, opslag en overslag, speelde zich grotendeels af op deze drie eilandjes, die dan ook de Turfeilanden werden genoemd.
In 1780 was Zwartsluis de belangrijkste havenplaats van Overijssel: het aandeel van Zwartsluis in het totale scheepvaartverkeer binnen de provincie bedroeg circa 43%. Het bracht Zwartsluis veel welvaart, ook de aanverwante handel en bedrijvigheid konden zich ontplooien, zoals de scheepswerven, mastenmakerijen en kalkovens. Ook telde Zwartsluis een aantal vissers, die zich gesteund zagen door de opening van een visafslag in 1876. Na de bouw van de Kolksluis in 1880, kreeg de visafslag een plaats bij deze sluis. In deze jaren verminderde het belang van de turfopslag op de eilandjes. Scheepsbouw en -reparatie namen de plaats in van turf. Jaarlijks passeerden 25.000 schepen de sluizen van Zwartsluis. In 1948 werden nog maar 14.000 schepen geschut. Tegenwoordig wordt de haven van Zwartsluis vooral gebruikt door recreanten, de scheepsbouw is nog steeds actief.

## Scheepsbouw
Zwartsluis telde veel werven, zij het dat het aantal flink kon wisselen. In 1832 waren het er acht, in 1850 vijf, een kleine tien jaar later al weer zeven en in 1875 telde het dorp tien werven. In 1859 werkten er 61 mensen op de verzamelde werven. De scheepsindustrie was de grootste werkgever in Zwartsluis, dat zou decennia zo blijven. In het midden van de negentiende eeuw was de werf van Prins de grootste. In de jaren dertig van de twintigste eeuw domineerde de werf van Van Goor en Spiekman. De werven in Zwartsluis bouwden vooral grotere schepen voor de binnenvaart. In 1890 werd een eerste ijzeren tjalk gebouwd. De hoogtijdagen lagen rond 1916 toen de verzamelde werven 130 medewerkers telden. In die tijd werden ook de grootste schepen (schoeners) gebouwd. De mooiste klipperaken (veel gebruikt voor het transport van turf) kwamen uit Zwartsluis. Tussen 1880 en 1930 produceerden de werven in Zwartsluis zo’n vijfhonderd schepen. Ook vandaag de dag is de scheepsbouw in Zwartsluis nog een actieve sector. Enkele historische werven hebben kunnen overleven en nieuwe werven zijn opgericht.

#### Van Goor en Spiekman

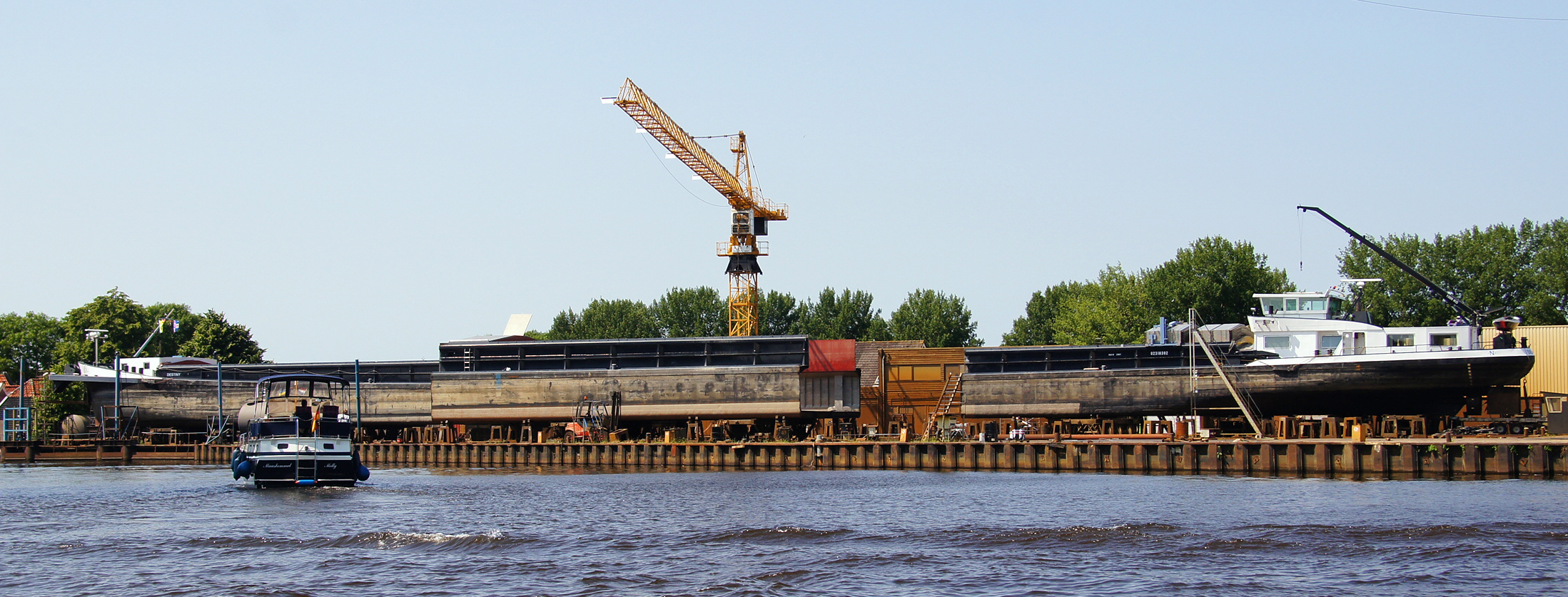
Scheepswerf Poppen, 2013

De Meppeler scheepstimmerman Van Goor kreeg in 1876 vergunning om aan de Zomerdijk een werf te stichten. Van Goor ging in 1917 samen met Spiekman. Deze werf werd in 1979 Scheepswerf Kunst om in 1982 overgenomen te worden door de firma Poppen.

#### Gebroeders Appelo
Cornelis en Hendrik Appelo begonnen in 1878 een scheepswerf aan het Klein Lageland. Rond de eeuwwisseling verhuisde deze werf naar de Nieuwesluis, waar de werf zich vestigde aan beide zijden van het Meppelerdiep. Rond 1917 had deze werf drie langshellingen en drie dwarshellingen. Daarnaast had Hendrik Appelo nog een smederij en een houtzagerij. De familie splitste op met werfactiviteiten aan de Zomerdijk en aan de Nieuwesluis. De Nieuwesluis tak sloot eind jaren twintig de deuren na enkele noodlottige werfongevallen. Aan de Zomerdijk gingen de activiteiten door, na de Tweede Wereldoorlog vooral als reparatiewerf. In 1963 werd de werf gekocht door Hilbrand Poppen uit Winsum. De werven van Appelo bouwden veel hasselter aken voor de binnenvaart, beroemd om hun sierlijke lijn.

#### Familie Poppen
De familie Poppen werkte in het Groningse Stadskanaal (1934), verhuisde via Winsum (1946) en Lemmer (1960) naar de Zomerdijk in Zwartsluis (1963), waar Hildebrand Poppen de werf van de gebroeders Appelo overneemt. In 1983 voegt de familie de naastgelegen werf van het failliet verklaarde Kunst Scheepswerven toe aan de werf. Ook in later jaren wordt er nog uitgebreid.

#### Gebroeders De Goede
De werf Volharding van de Gebroeders H. en D. de Goede was gevestigd aan Het Bosch. Tussen 1880 tot 1956 bouwden zij aanvankelijk tjalken en aken en later veel klipperaken en vanaf de jaren twintig ook motorschepen. Deze werf werd vanaf 1956 voortgezet door Geertman. De familie Geertman kwam uit Dedemsvaart. De werf beschikt over een dwarshelling en een afbouwkade aan het Bosch. Inmiddels is de vierde generatie actief.

#### Gebroeders Bieze, Firma J.A. Visscher en Zn. en meer

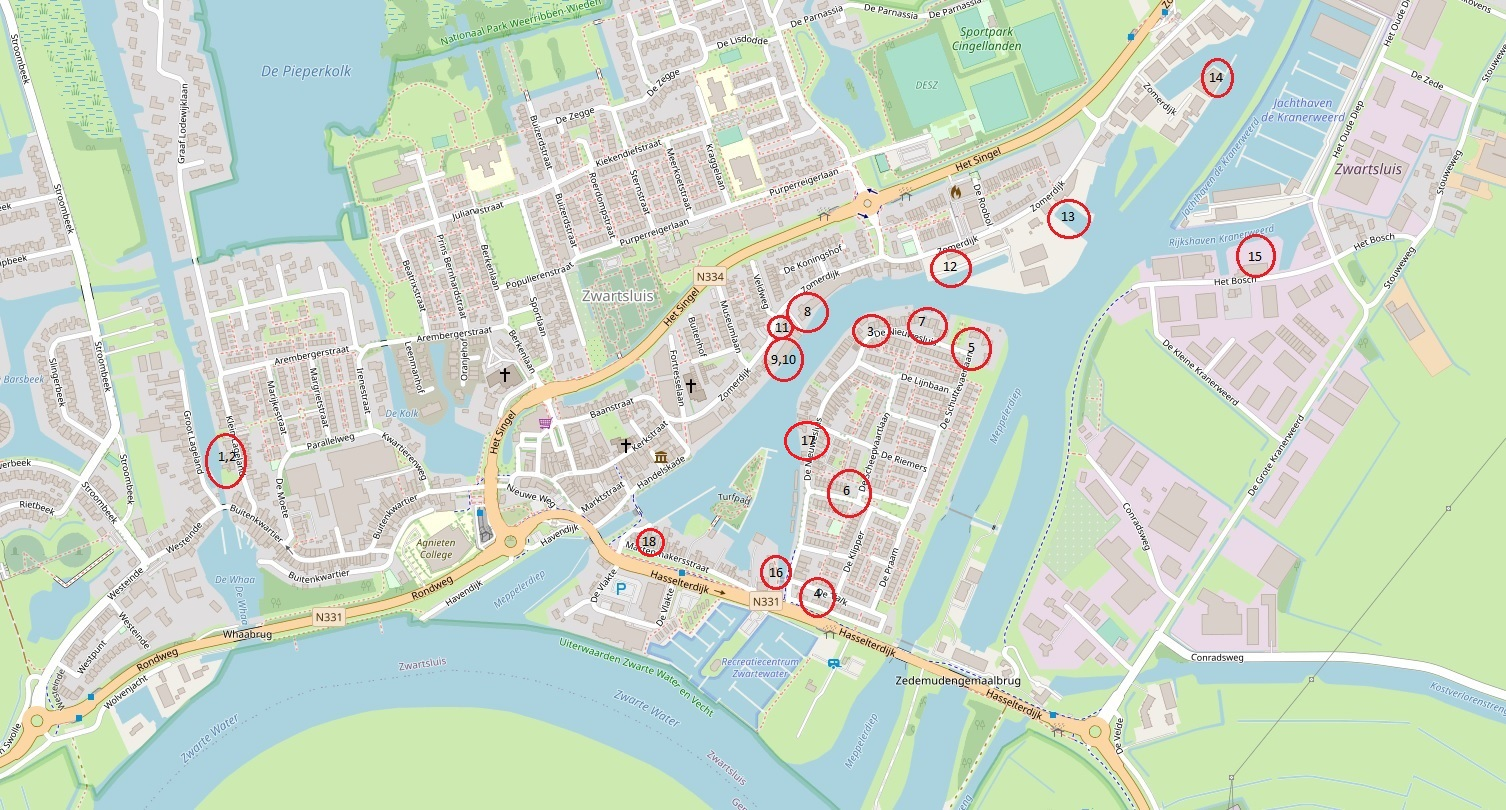
Historische werven in Zwartsluis (locatie bij benadering). Kaart van OpenStreetMap

Enkele werven hebben minder sporen achtergelaten zoals de scheepswerf van familie Broek, die actief was aan het Klein Lageland tussen 1858 en 1965 en kleine houten schepen repareerde. De werf van de Gebroeders Bieze aan de Zomerdijk die vooral kleinere schepen zoals schippersvletjes (volgboten voor de binnenvaart) bouwde. De werf van Breman die in de jaren vijftig en zestig van de 20e eeuw binnenvaart- en vissersschepen bouwde. De werf van de Firma J.A. Visscher en Zn. bouwde tussen 1925 en 1983 kleinere vaartuigen, dekschuiten en motorsleepboten. Ook genoemd worden de reparatiewerf van de firma Drenth aan de Kranerweerd. Willem van den Berg en zoon rond 1837, Klaas Lier die zijn werf verkocht in 1859, A. Slot en zoon die tussen 1866 en 1879 onder meer Hoogeveense pramen bouwden en Jan van Veen die in dezelfde periode actief was. De laatste was de schoonvader van Hendrik Appelo die dan ook in 1874 zijn werf aan de Zomerkade overnam. De familie Prins was tussen 1840 en 1900 op verschillende plaatsen in Zwartsluis actief. Vroeg in de negentiende eeuw wordt de werf van (Erven) Cornelis Uyterwijk genoemd, die aan de Nieuwesluis lag.
| van       | tot         | locatie                                                     | eigenaar                                                      | kaart |
| --------- | ----------- | ----------------------------------------------------------- | ------------------------------------------------------------- | ----- |
|           | tot na 1832 | Klein Lageland (minuutplan A525)                            | Hendrik Kersjes (1760 - 1837)                                 | 1     |
| voor 1830 | 1965        | Klein Lageland (minuutplan A536)                            | Gebroeders Broek / Roelof Broek                               | 2     |
| rond 1804 | na 1827     | Nieuwesluis (minuutplan B403)                               | Cornelis Uyterwijk (1763 - 1827) en Erven Uyterwijk           | 3     |
|           | 1879        | Op het grote eiland bij de Nieuwesluis (minuutplan A1151a). | Cornelis Johan Vriese                                         | 4     |
| 1866      | 1879        | Pachtte van erven Cornelis Johan de Vriese                  | J. Slot                                                       |       |
| 1837      | 1864        | Nieuwesluis (minuutplan B374)                               | Willem van den Berg (1759 - 1839) en nazaten                  | 5     |
| 1840      | 1900        | Nieuwesluis (minuutplan A1159)                              | Jacob Prins                                                   | 6     |
|           |             | Nieuwesluis (minuutplan B 397)                              | Evert Lier                                                    | 7     |
| 1900      | 1929        | Nieuwesluis 5                                               | K. en later H. Appelo, werf gesloten na enkele ongelukken.    | 17    |
|           |             | Zomerdijk 14-26                                             | Prins                                                         | 9     |
|           | 1859        | Zomerdijk (minuutplan A 261)                                | Evert en Klaas Lier                                           | 8     |
|           |             | Zomerdijk 26                                                | Familie Bieze                                                 | 10    |
|           |             | Zomerdijk 30                                                | Appelo                                                        | 11    |
| 1876      | 1917        | Zomerdijk 58                                                | Van Goor                                                      | 12    |
| 1917      | 1979        | Zomerdijk 58                                                | Van Goor en Spiekman                                          | 12    |
| 1979      | 1982        | Zomerdijk 58                                                | Kunst, na faillissement over genomen door naastgelegen Poppen | 12    |
| 1857      | 1874        | Zomerdijk 64                                                | Jan van Veen (schoonvader van Hendrik Appelo)                 | 13    |
| 1878      | 1963        | Zomerdijk 64                                                | Gebroeders Appelo, overgenomen door Hilbrand Poppen           | 13    |
| 1963      | heden       | Zomerdijk 64                                                | Hilbrand Poppen                                               | 13    |
| 1958      | 1966        | Zomerdijk 84                                                | Breman                                                        | 14    |
| 1880/1890 | 1956        | Het Bosch 12                                                | Volharding H. en D. de Goede                                  | 15    |
| 1956      | heden       | Het Bosch 12                                                | Geertman, nam de werf van De Goede over                       | 15    |
| 1925      | 1983        | Nieuwesluis 5                                               | J.A. Visscher                                                 | 17    |
|           |             | Mastenmakersstraat naast 39                                 | A. Prins                                                      | 16    |
|           |             | Mastenmakersstraat 7                                        | Firma A. Beuk en J. Buit                                      | 18    |